# 막스 하르퉁
막시밀리안 "막스" 하르퉁(독일어: Maximilian "Max" Hartung, 1989년 10월 8일~)은 독일의 펜싱 선수로 주 종목은 사브르이다. 2012년 하계 올림픽에서 그는 개인전과 단체전에 참가하였다. 그는 16강전에서 구본길을 상대하였고, 14-14 상황에서 동시타가 발생하였는데 하어퉁의 투셰로 판정되는 오심으로 논란을 야기하였다. 이후 그는 헝가리의 실라지 아론과의 8강전 경기에서 분투하였으나 13-15로 패하였다. 실라지는 나중에 개인전 금메달을 획득하였다. 그는 니콜라스 림바흐, 베네딕트 바그너와 함께 5일 뒤에 치른 단체전에 출전하였다. 그러나 독일은 나중에 이 경기에서 금메달을 차지한 대한민국과의 첫판에서 일방적으로 밀리며 탈락하였다. 순위 결정전에서 연달아 승리한 독일은 단체전을 5위로 마감하였다.